# Римска коњица
Римска коњица (лат. equites Romani) била је помоћни род војске у армијама Римске републике и Римског царства.

## Развој и карактеристике

### Римска коњица у доба Републике
Римска коњица била је по броју и квалитету једна од најслабијих у старом веку. При крају 6. века п. н. е. Рим је, поред 84 центурије пешака, имао свега 6 центурија коњаника. Легија је имала 4.200 пешака, али само 300 коњаника. Касније се број коњичких центурија попео на 18. Коњаници су били наоружани копљем, а заштићени шлемом, кожним оклопом и штитом. У доба манипуларне фаланге (3. век п.н.е) коњица је формирана у турме (30 коњаника) од по 3 декурије. Коњица свих легија постројавала се на крилима фаланге (турме су образовале поредак обично у 5 врста) и штитила јој крила и бокова, али је употребљавана и за удар против непријатељеве коњице и у бок фаланге. Врло често су коњаници сјахивали за борбу пешке, па пошто би постигли успех, појахали би и даље се борили на коњима. Тада се у Риму ствара посебна каста витезова (лат. equites), који су, као богати људи, служили у коњици. Командант римске коњице (лат. magister equitum) био је у доба диктатуре први помоћник и заменик диктатора; коњицом легије командовали су префекти и трибуни.
У другом пунском рату (218-202. пре н.е) римска коњица била је изразито инфериорнија од картагинске, али су у бици код Заме нумиђански коњаници у служби Рима тукли Картагињане и много допринели победи. Римска коњица затим постепено нестаје, а још извесно време постојала је само као гарда. Замењују је унајмљени варвари и савезници (лат. socii). Цезар (100-44. пре н.е) је формирао најамничку коњицу од Гала, Германа, Келта и других покорених народа, коју, вероватно по угледу на Гале и Германе, у борби често ојачава пратиоцима - лаким пешацима, а често организује и систематско извиђање истурајући коњичке патроле, под командом римских старешина, на око 50 км испред претходнице.

### Римска коњица у доба Царства
У доба Царства, када је борбена вредност пешадије, коју су такође чинили варвари, све више опадала, коњица бројно јача. Галијен (260-268) ствара велике коњичке јединице које постају одлучујући фактор у борби, нарочито од друге половине 4. века. Римска коњица нарочито се истакла у бици на Каталаунским пољима (451), једној од последњих победа Западног римског царства.